# Liparidae

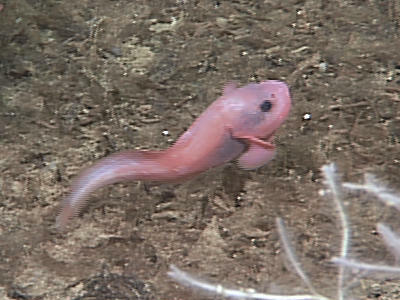
Juvenil de Careproctus ovigerum a 1300 m de profundidad.

Los llamados peces babosos son la familia Liparidae de peces marinos incluida en el orden Scorpaeniformes, se distribuyen desde el Ártico al Antártico, por todo el Atlántico y Pacífico. Su nombre procede del griego liparos (grasa), llamados así por el aspecto que presentan de masa de grasa.
Lo más característico de esta familia, de donde viene su nombre, es que tienen el cuerpo alargado y con la piel desnuda de aspecto gelatinoso sin escamas (pequeñas espinas en algunos).
Las aletas dorsal y anal tienen multitud de radios blandos sin espinas, confluentes ambas o casi con la aleta caudal; la longitud máxima descrita es de unos 50 cm.
Se encuentran especies a cualquier profundidad, desde unas en charcas de marea hasta una especie descubierta recientemente a más de 7000 m de profundidad, el triple que los peces abisales del fondo oceánico.
Los peces babosos son el principal depredador en el red alimentaria hadal y dominan la fauna de peces de la zona hadal.

## Géneros
Existen unas 200 o 300 especies conocidas agrupadas en los siguientes géneros:
- Acantholiparis (Gilbert y Burke, 1912)
- Aetheliparis[6] Stein, 2012
- Allocareproctus (Pitruk y Fedorov, 1993)
- Careproctus (Krøyer, 1862)
- Crystallias (Jordan y Snyder, 1902)
- Crystallichthys (Jordan y Gilbert en Jordan y Evermann, 1898)
- Edentoliparis (Andriashev, 1990)
- Eknomoliparis (Stein, Meléndez C. y Kong U., 1991)
- Elassodiscus (Gilbert y Burke, 1912)
- Eutelichthys (Tortonese, 1959)
- Genioliparis (Andriashev y Neyelov, 1976)
- Gyrinichthys (Gilbert, 1896)
- Liparis (Scopoli, 1777) - el género más conocido
- Lipariscus (Gilbert, 1915)
- Lopholiparis (Orr, 2004)
- Nectoliparis (Gilbert y Burke, 1912)
- Notoliparis (Andriashev, 1975)
- Odontoliparis (Stein, 1978)
- Osteodiscus (Stein, 1978)
- Palmoliparis (Balushkin, 1996)
- Paraliparis (Collett, 1879)
- Polypera (Burke, 1912)
- Praematoliparis (Andriashev, 2003)
- Prognatholiparis (Orr y Busby, 2001)
- Psednos (Barnard, 1927)
- Pseudoliparis (Andriashev, 1955)
- Pseudonotoliparis (Pitruk, 1991)
- Rhinoliparis (Gilbert, 1896)
- Rhodichthys (Collett, 1879)
- Squaloliparis (Pitruk y Fedorov, 1993)